# Taco Bell Arena
El ExtraMile Arena, originalmente conocido como BSU Pavilion y más tarde como Taco Bell Arena, es un recinto multiusos situado en la ciudad de Boise, en Idaho, Estados Unidos, en el campus de la Universidad Estatal de Boise.
Es la sede de los equipos de los Broncos de baloncesto, lucha libre y gimnasia deportiva, contando en la actualidad con una capacidad para 12 644 espectadores.

## Historia
Planificado durante mucho tiempo, su construcción comenzó en febrero de 1980, al norte del viejo Bronco Gym al que reemplazaría, desplazando las pistas de tenis y el campo de béisbol hacia el oeste del campus. Se inauguró en mayo de 1982 con la denominación de BSU Pavilion, y su primer evento fue el acto de graduación de ese año de la universidad.
En junio de 2004 cambió su denominación por la actual, tras la firma de un contrato de patrocinio por 15 años con la cadena de restaurantes de comida rápida Taco Bell, por cuatro millones de dólares. Cuando el contrato de patrocinio entre Boise State y Taco Bell expiró en 2019, la universidad firmó un nuevo contrato con la cadena regional de tiendas de conveniencia ExtraMile, parcialmente propiedad de Chevron. El nuevo contrato, por US$ 8,4 millones, tiene una duración de 15 años.

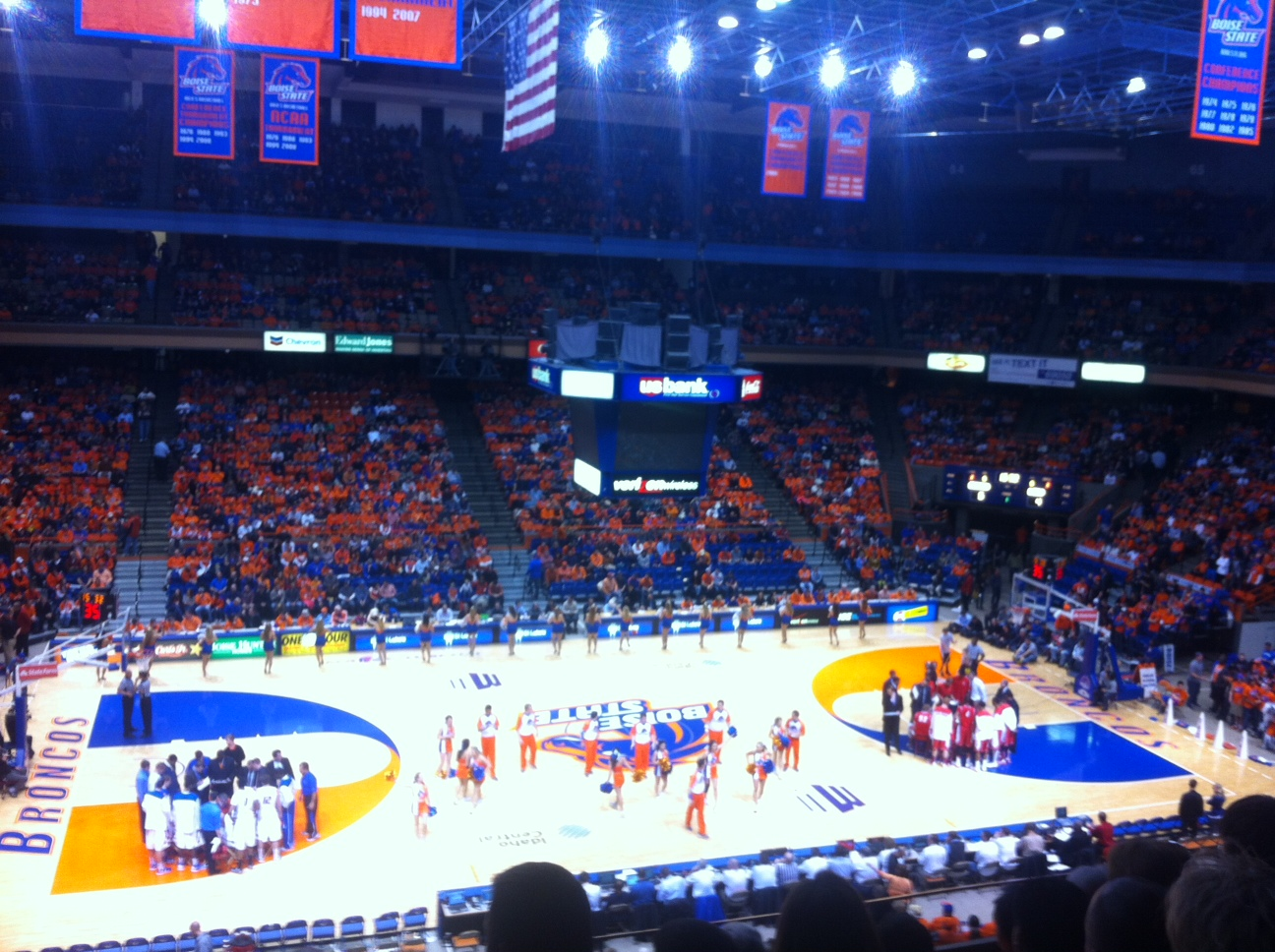
Interior del ExtraMile Arena en 2013

## Eventos
A lo largo de su historia se han disputado primeras o segundas rondas del Torneo de baloncesto de la NCAA en nueve ocasiones, 1983, 1989, 1992, 1995, 1998, 2001, 2005, 2009 y 2018. Fue además la sede de los cuartos de final de la Copa Davis 2013 entre Estados Unidos y Serbia.
Ha sido también la sede de infinidad de conciertos de todos los estilos, con grupos y solistas como The Beach Boys, Scorpions, Iron Maiden, Elton John, Grateful Dead, ZZ Top, Genesis, Ozzy Osbourne, Ray Charles, Rod Stewart, Aerosmith, AC/DC, Metallica o Bon Jovi, entre otros muchos.